# جیسون وینستون جرج
 جیسون وینستون جرج (به انگلیسی: Jason Winston George) (زاده ۹ فوریهٔ ۱۹۷۲) بازیگرآمریکایی است.
از فیلم‌ها سریال‌های معروف او می‌توان به بازی در آناتومی گری و سانست بیچ اشاره کرد.